# Hardhof (Dinkelsbühl)
Hardhof ist ein Gemeindeteil der Großen Kreisstadt Dinkelsbühl im Landkreis Ansbach (Mittelfranken, Bayern). Hardhof liegt in der Gemarkung Seidelsdorf.

## Geografie
Die Einöde liegt am Hardgraben (im Mittellauf Mühlgraben, im Unterlauf Walkenweiherbach genannt), der ein rechter Zufluss der Wörnitz ist, und unmittelbar westlich des Ortes den Mühlweiher speist. Der Ort liegt in einer flachhügeligen Landschaft und ist von Acker- und Grünland umgeben. Im Süden wird die Flur Lach genannt, im Westen Heiligenfeld. 0,75 km nordwestlich liegt das Hirtenhölzle. Die Kreisstraße AN 44/K 2646 führt an Oberhard vorbei nach Buckenweiler (2 km westlich) bzw. zur Staatsstraße 2220 bei Rain (1,2 km östlich).

## Geschichte
Der Ort wurde 1319 als „Oedenhart“ erstmals urkundlich erwähnt.
Die Fraisch über Hardhof war strittig zwischen dem ansbachischen Oberamt Crailsheim, dem oettingen-spielbergischen Oberamt Mönchsroth und der Reichsstadt Dinkelsbühl. Gegen Ende des 18. Jahrhunderts bildete es mit Buckenweiler, Oberhard und Hardmühle eine Realgemeinde. Die Dorf- und Gemeindeherrschaft hatte das Oberamt Mönchsroth. Der Ganzhof hatte das Spital der Reichsstadt Dinkelsbühl als Grundherrn. Von 1797 bis 1808 unterstand der Ort dem Justiz- und Kammeramt Crailsheim.
Im Jahr 1809 wurde Hardhof infolge des Gemeindeedikts dem Steuerdistrikt Segringen und der Ruralgemeinde Seidelsdorf zugeordnet. Am 1. Juli 1970 wurde Hardhof nach Dinkelsbühl eingegliedert.

### Baudenkmäler
- Haus Nr. 1: Wohnstallhaus, erdgeschossiger Satteldachbau über Kellergeschoss mit Stall, massiv und Fachwerk, im Kern 18. Jahrhundert, Verlängerung 19. Jahrhundert; Scheune, Bruch- und Haustein mit Satteldach, 18. Jahrhundert, Anbau 19. Jahrhundert[11]
- Haus Nr. 2: ehemaliger Bauernhof, zweigeschossiges verputztes Wohnstallhaus mit Steildach und angefügter Scheune, bezeichnet „1807“, im Kern älter[11]

### Einwohnerentwicklung
| Jahr      | 001818 | 001840 | 001861 | 001871 | 001885 | 001900 | 001925 | 001950 | 001961 | 001970 | 001987 | 002015 |
| Einwohner | 21 *   | 12     | 10     | 9      | 12     | 12     | 11     | 14     | 11     | 9      | 3      | 2      |
| Häuser    | 3 *    | 2      |        |        | 2      | 2      | 2      | 2      | 3      |        | 2      |        |
| Quelle    | [ 13 ] | [ 14 ] | [ 15 ] | [ 16 ] | [ 17 ] | [ 18 ] | [ 19 ] | [ 20 ] | [ 21 ] | [ 22 ] | [ 23 ] | [ 1 ]  |

## Religion
Der Ort ist seit der Reformation evangelisch-lutherisch geprägt und bis heute nach St. Vinzenz (Segringen) gepfarrt. Die Katholiken sind nach St. Georg (Dinkelsbühl) gepfarrt.